# Nospelt
Nospelt är en ort i Luxemburg.   Den ligger i distriktet Luxemburg, i den centrala delen av landet, 11 km nordväst om huvudstaden Luxemburg. Nospelt ligger 328 meter över havet och antalet invånare är 766.
Terrängen runt Nospelt är platt åt sydväst, men åt nordost är den kuperad.  Runt Nospelt är det tätbefolkat, med 550 invånare per kvadratkilometer.. Närmaste större samhälle är Luxemburg, 11,2 km sydost om Nospelt. 
Trakten runt Nospelt består till största delen av jordbruksmark.